# Хван Хи Тхэ
Хван Хи Тхэ (кор. 황희태; род. 12 июня 1978) — южнокорейский дзюдоист, призёр чемпионатов Азии, чемпион Азиатских игр, чемпион мира, участник двух Олимпиад.

## Карьера
Выступал в средней (до 90 кг) и полутяжёлой (до 100 кг) весовой категории. Серебряный призёр чемпионатов Азии 2009 и 2011 годов. Победитель Азиатских игр 2006 и 2010 годов. Чемпионат мира 2003 года.
На летних Олимпийских играх 2004 года в Афинах Хван Хи Тхэ выступал в средней весовой категории. Он выиграл одну за другой схватки у поляка Прземислава Матяшека, голландца Марка Хёйзинга, Марка и канадца Кейта Моргана, но затем проиграл японцу Хироси Идзуми. В утешительной схватке кореец потерпеле поражение от россиянина Хасанби Таова и стал пятым на этой Олимпиаде.
На Олимпиаде 2012 года в Лондоне Хван выступал в полутяжёлом весе. Он последовательно победил боснийца Амеля Мекича, украинца Артёма Блошенко и азербайджанца Эльмара Гасымова. Но затем последовало поражение от монгольского борца Найдангийна Тувшинбаяра, а в схватке за бронзовую медаль Хван уступил голландцу Хенку Гролу и снова, как и на своей предыдущей Олимпиаде, занял пятое место.